# Sylwan (Głazkin)
Sylwan, imię świeckie Aleksandr Jewgienjewicz Głazkin (ur. 19 grudnia 1969 w Moskwie) – rosyjski biskup prawosławny.

## Życiorys
Ukończył seminarium duchowne w Moskwie w 1992, a następnie w 1996 – Moskiewską Akademię Duchowną. Dysertację kandydacką poświęcił życiu i działalności świętego mnicha Barnaby Getsemańskiego. W roku ukończenia nauki na uczelni został posłusznikiem w ławrze Troicko-Siergijewskiej. 18 kwietnia 1997 złożył wieczyste śluby mnisze przed przełożonym Ławry, archimandrytą Teognostem, przyjmując imię zakonne Sylwan. 5 stycznia 1998 biskup bronnicki Tichon wyświęcił go na hierodiakona. Święcenia kapłańskie przyjął 8 października tego samego roku z rąk metropolity petersburskiego i ładoskiego Włodzimierza. W tym samym roku patriarcha moskiewski i całej Rusi Aleksy II wyznaczył go na przełożonego placówki filialnej ławry Troicko-Siergijewskiej w Warnicach k. Rostowa, mianując go pierwszym po kilkudziesięcioletniej przerwie przełożonym monasteru w tejże miejscowości. W 2002 otrzymał godność ihumena, został także dyrektorem prawosławnego gimnazjum w Warnicach. Dwa lata później kierowana przez niego placówka filialna została ponownie samodzielnym monasterem pod wezwaniem Trójcy Świętej i św. Sergiusza. W 2006 otrzymał godność archimandryty.
2 października 2013 Święty Synod Rosyjskiego Kościoła Prawosławnego nominował go na biskupa łyskowskiego i łukojanowskiego, pierwszego ordynariusza nowo powstałej eparchii. Jego chirotonia biskupia miała miejsce 17 listopada 2013 w soborze Chrystusa Zbawiciela w Królewcu pod przewodnictwem patriarchy moskiewskiego i całej Rusi Cyryla.
W 2024 r. został przeniesiony na katedrę kałaczińską.